# Retrato de Jean Renoir
El Retrato de Jean Renoir es un óleo sobre lienzo pintado en el año de 1901 por Pierre Auguste Renoir, el hijo del artista en su infancia.

## Historia
Esta obra fue hecha cuando Renoir, una de las figuras paradigmáticas del impresionismo francés, cumplía sesenta años de vida. Se trata de Jean, segundo de los tres hijos que tuvo con la modelo Aline Charigot. Jean llegó a ser un prestigiado cineasta, escritor y director de teatro.

## Descripción
El sonriente retrato presenta a un niño de pelo largo con tocado, ataviado con corbata de moño acorde con la época. Renoir pintó este alegre retrato con líneas suaves en una sutil composición de colores azul, blanco y dorado que resaltan el intenso colorido cálido del cabello. El amor paternal superó incluso los trastornos del reumatismo y la artritis que ya se manifestaban en ese tiempo y que obligaban al artista a sujetar los pinceles con vendas a causa de la rigidez de los dedos.